# مدارس دانشگاه تورنتو
مدارس دانشگاه تورنتو (یا همان UTS) در سال ۱۹۱۰ ایجاد گشته و یک دبیرستان خصوصی در مرکز شهر تورنتو است . این دبیرستان مخصوص دانش آموزان با رتبه‌های عالی درسی است .

## تاریخچه
مدارس دانشگاه تورنتو در سال ۱۹۱۰ میلادی توسط دانشگاه تورنتو و ایالت آنتاریو برای ایجاد یک دانشکده آموزش و پروشی شکل گرفت .

## شخصیت‌های معروف
بسیاری از شخصیت‌های معروف کانادا از این دبیرستان فارغ التحصیل شده‌اند .
- کریس الکسندر : وزیر سابق کانادا در افغانستان
- کاترین بوش : نویسنده
- جان ایوانز : ریس سابق دانشگاه تورنتو
- دیوید فرام : نویسنده و خبرنگار
- پیتر جرج : ریس دانشگاه مک مستر کانادا